# クイッフ

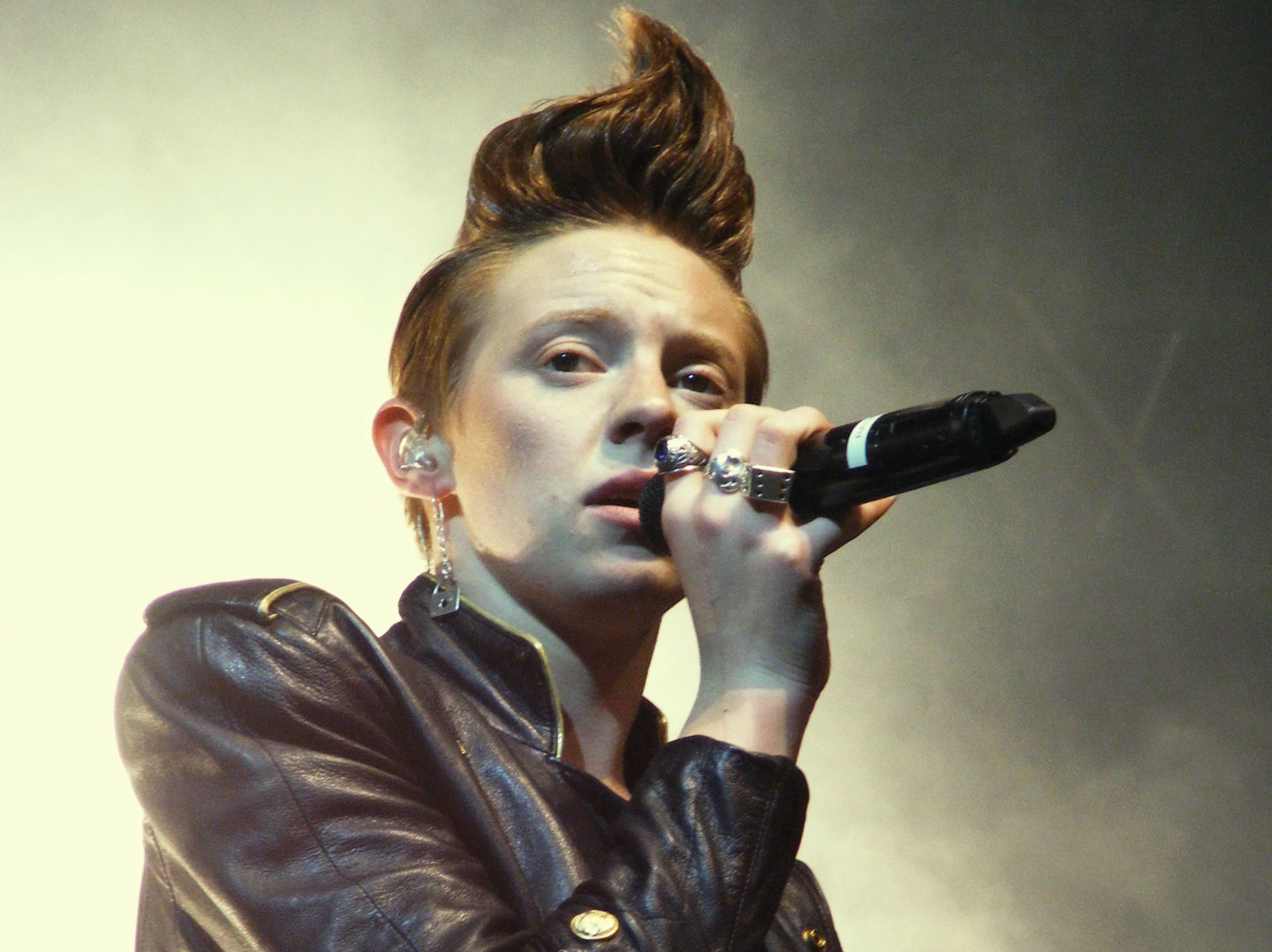
ラ・ルーのElly Jacksonf

クイッフ (Quiff) は、1950年代のポンパドゥールとフラットトップ、そしてモヒカンを組み合わせたような髪型である。長めの前髪を持ち上げ、横と後ろの髪は短めに刈り込む。前髪の一部を前方に垂らす場合は、象の鼻 (Elephant's trunk) と呼ばれる。

## 語源
クイッフの語源は定かではないが、いくつかの説がある：
- フランス語のcoiffeが語源。騎士たちが兜の下に着ていた鎖帷子、またはそこから派生する髪型のこと。
- オランダ語のkuifが語源。	鳥のとさか、または兜の頂の飾りのこと。オランダ語のキャラクタータンタンの髪型はクイッフ（原語版ではkuifの指小辞Kuifjeと表記されている）である。

## 歴史
第二次世界大戦中は男性は短い髪型が規範となっていた反動で、戦後に流行した。この髪型はイギリスのテディ・ボーイズ（テッズ）たちが好んでスタイリングしていた。1970年代から1980年代にかけて、テディ・ボーイのリバイバルがあり、クイッフは進化した形になった。1980年代の日本のヤンキーのリーゼントはこの髪型に似ている。1990年代にもクイッフが流行した。